# Pseudochirops corinnae
Il coda ad anello orientale (Pseudochirops corinnae Thomas, 1897) è un marsupiale arboricolo della famiglia degli Pseudocheiridi.

## Descrizione
Nei maschi di coda ad anello orientale la lunghezza testa-corpo è di 318-345 mm e la lunghezza della coda è di 288-345 mm. Nelle femmine gli stessi valori sono, rispettivamente, di 300-350 mm e di 305-335 mm. L'animale presenta un brillante manto color ruggine, particolarmente vivido sul posteriore e sulla coda, mentre la regione inferiore è di un colore grigio-giallastro sporco chiaro. 
Lungo la spina dorsale corre una striscia mediana nera ben definita, e lungo ogni lato del dorso c'è una striscia indistinta color marrone scuro. Alla base delle orecchie è presente una chiazza chiara costituita da peli bianchi o bianco-giallastri. Gli esemplari della sottospecie P. c. fuscus si differenzia per la colorazione generale più scura, bruno-grigiastra, e per una macchia di peli bianchi, generalmente a forma di diamante, su gola e petto.

## Biologia
La specie si incontra nelle foreste tropicali mature di montagna. È possibile che sia presente anche nelle aree di foresta secondaria che non vengono sfruttate dalla popolazione locale. Il coda ad anello orientale è molto docile e si cattura facilmente. Le femmine sono state viste in compagnia di un unico piccolo.

## Distribuzione e habitat
L'areale della specie, endemica della Nuova Guinea, si estende attraverso l'intera lunghezza della Cordigliera Centrale e nella penisola di Huon. Si incontra ad un'altitudine compresa tra i 900 e i 2900 m.

## Conservazione
Sulla Lista Rossa della IUCN il coda ad anello orientale viene classificato come «prossimo alla minaccia» (Near Threatened). La specie è minacciata dai locali, che le danno la caccia per scopi alimentari, e forse anche dalla perdita delle foreste, abbattute per fare spazio a giardini rurali e a terreni coltivati. In particolare è suscettibile alla distruzione delle aree di foresta primaria.

## Tassonomia
Attualmente vengono riconosciute tre sottospecie di coda ad anello orientale:
- P. c. corinnae Thomas, 1897: Cordigliera Centrale;
- P. c. argenteus Förster, 1913: penisola di Huon;
- P. c. fuscus Laurie, 1952: pendici nord-orientali dei monti Simpson.